# Février 1813

## Événements
- 7 février, guerre de 1812 (États-Unis), frontière St. Lawrence-Lac Champlain : raid américain victorieux sur Elizabethtown (aujourd'hui appelée Brockville).

- 9 février : entrée des troupes russes à Varsovie.

- 13 février : concordat de Fontainebleau promulgué à la suite de l’entrevue du 19-25 janvier. Le texte prévoit qu’en cas de refus d’institution canonique par le pape, le métropolitain du siège épiscopal à pourvoir pourrait le conférer après un délai de 6 mois.

- 18 - 20 février : victoire décisive des Provinces-Unies du Río de la Plata sur l'armée royaliste à la bataille de Salta[1].

- 22 février, guerre de 1812, frontière St. Lawrence-Lac Champlain : les Britanniques capturent Ogdensburg.

- 24 février, guerre de 1812 : la corvette américaine USS Hornet coule le brick britannique HMS Peacock dans l'embouchure du Demerara en Guyana[2].

- 24 février - 31 mars : première expédition de Burckhardt en Nubie[3].

- 28 février :
  - Victoire de Bolivar et des indépendantistes vénézuéliens à la bataille de Cúcuta. Début de la Campagne Admirable qui libère l'ouest du Venezuela[4].
  - Karl vom Stein, ancien ministre, convainc Frédéric-Guillaume III de Prusse de signer le traité de Kalisz d’alliance avec la Russie contre Napoléon[5]. Il organise une levée en masse dans les territoires libérés par les Russes des troupes françaises et une offensive russo-prussienne est lancée en Allemagne (mars-avril).

## Naissances
- 12 février : James Dwight Dana (mort en 1895), géologue, minéralogiste et zoologiste américain.

## Décès
- 8 février : Marie-Anne Reubell , née Mouhat (1752 ou 1759), épouse de Jean-François Reubell , président du Directoire (1795-1799).
- 11 février : Anders Gustaf Ekeberg (né en 1767), chimiste suédois.
- 26 février : Jean-Charles Musquinet de Beaupré, général d'Empire (° 21 mai 1749).